# AB-Aktion
Die so genannte AB-Aktion (vollständig Außerordentliche Befriedungsaktion) war eine Mordkampagne der deutschen Besatzungsmacht während des Zweiten Weltkrieges auf polnischem Staatsgebiet und hatte den Charakter eines Völkermords. Ziel war es, den Widerstand gegen die deutsche Besetzung Polens durch die gezielte Tötung potentieller Widerstandsführer im Keim zu ersticken. Im Frühling und Sommer des Jahres 1940 wurden im Rahmen dieser Aktion im Generalgouvernement etwa 7500 Personen verhaftet und ermordet. Vorläufer war die Intelligenzaktion, bei der das Ziel die Ermordung der polnischen Intelligenzija war.

## Vorläufer „Intelligenzaktion“

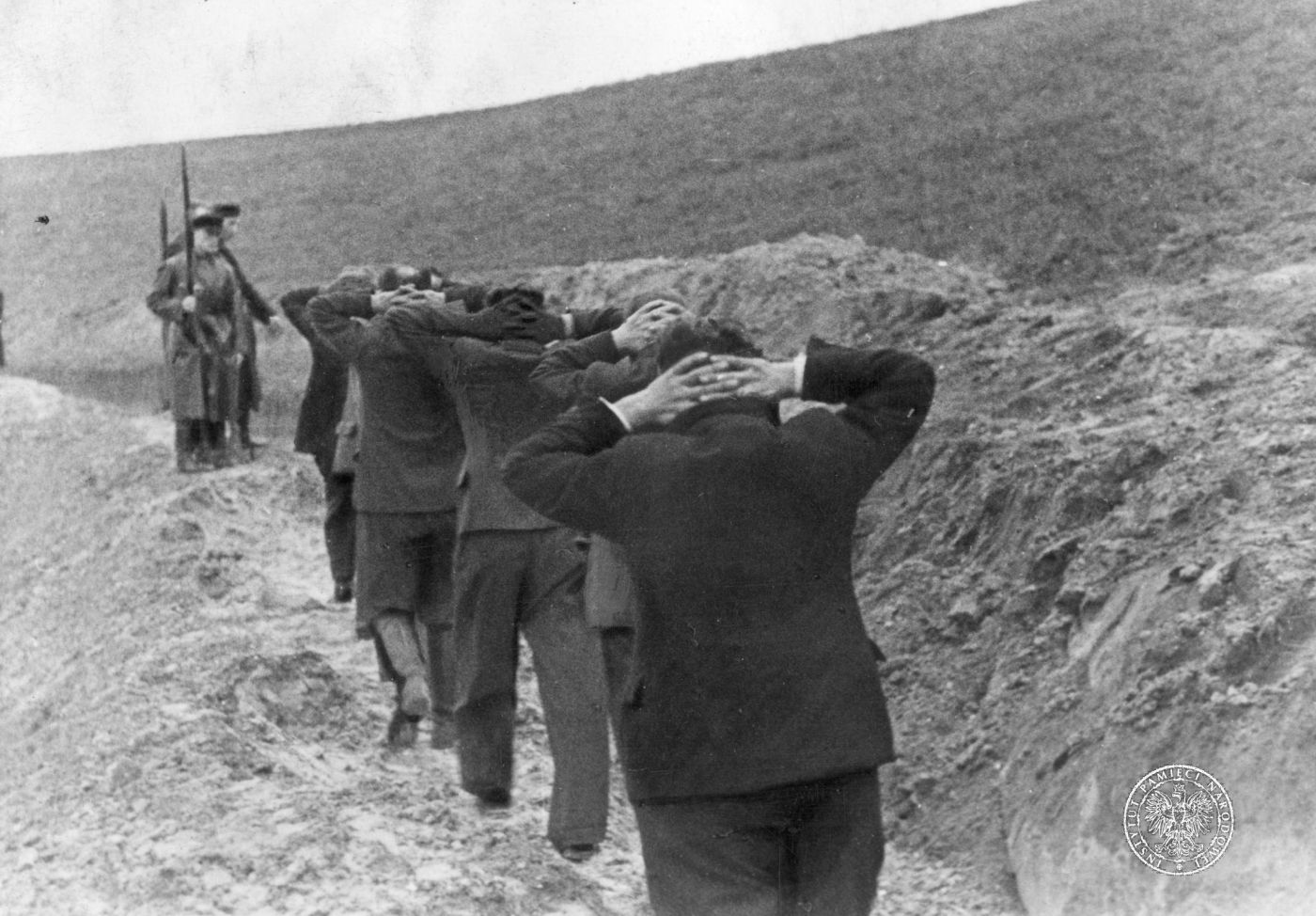
Polnische Lehrer aus Bromberg werden vom Volksdeutschen Selbstschutz zur Exekution im Todestal geführt, 1. November 1939

Einen Vorläufer der AB-Aktion stellte die sogenannte „Intelligenzaktion“ dar, die direkt nach dem deutschen Überfall auf Polen 1939 begonnen worden war. Ziel war die Ermordung der polnischen Intelligenz, wie beispielsweise von Ärzten, Lehrern oder Geistlichen. Sie war zunächst auf die in das Deutsche Reich eingegliederten Gebiete (Danzig-Westpreußen, Wartheland) beschränkt. Ausgeführt wurde sie von den Einsatzgruppen der Sicherheitspolizei und des SD und vom „Volksdeutschen Selbstschutz“. Reinhard Heydrich hatte diese Aktion bis zum 1. November 1939 befristet, allerdings wurde sie noch einige Zeit darüber hinaus fortgeführt. Insgesamt fielen der Intelligenz-Aktion etwa 60.000 Polen zum Opfer.

## Vorbereitung und Verlauf
Die Sicherheitsbehörden des Deutschen Reichs besaßen keine genauen Kenntnisse über das Vorhandensein einer polnischen Widerstandsbewegung. Anhand einiger Hinweise seitens der Wehrmacht wurde ein allgemeiner Aufstand befürchtet. Dieser Gefahr wollte der Generalgouverneur Hans Frank durch die Ausschaltung der polnischen Führungsschicht entgegentreten. Der Reichsverteidigungsrat beschloss im Februar und März 1940, dass potentielle Anführer eines befürchteten Aufstands ausgeschaltet werden sollten. Als Anführer wurde in diesem Fall die polnische Intelligenz angesehen. Auf einer Sitzung am 22. April 1940 berichtete SS-Brigadeführer Bruno Streckenbach, der als Befehlshaber der Sicherheitspolizei und des SD in Krakau für das gesamte Gebiet des Generalgouvernements sicherheitspolizeilich verantwortlich war, dass von Ende November 1939 bis Ende Januar 1940 ein Anwachsen der Zahl von Widerstandsgruppen zu beobachten gewesen sei. Ende Februar hätten dann Anzeichen für das Entstehen einer einheitlichen Leitung vorgelegen. Aufgrund der Zerstrittenheit der Führer sei es jedoch gelungen, die Widerstandsbewegung zu infiltrieren. Aufgrund der dadurch gewonnenen Erkenntnisse wurden am 30. März 1940 etwa 1.000 Polen festgenommen, von denen rund 700 in der Widerstandsbewegung eine Rolle gespielt hätten. Insgesamt verfügten nach Streckenbachs Angaben die Sicherheitsbehörden über 2.200 bis 2.400 Decknamen von Mitgliedern der Widerstandsbewegung, von denen 1.200 identifiziert wurden.

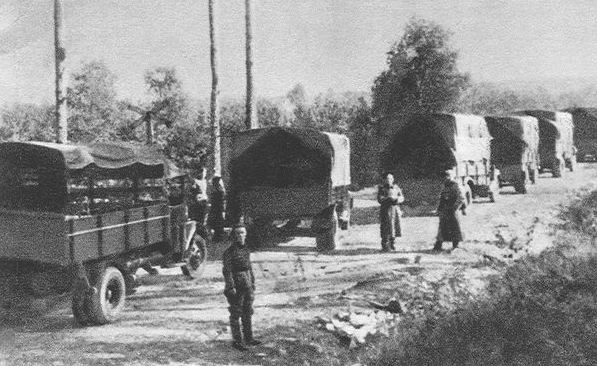
Leere Lastwagen auf dem Rückweg von Massenexekutionen in Palmiry, 1940

Der Beginn der Aktion wurde von Hans Frank auf den 16. Mai gelegt. Dieses Datum begründete Frank auf einer Polizeisitzung am 30. Mai damit, dass sich das Interesse der Weltöffentlichkeit seit dem 10. Mai auf die Geschehnisse im Westen konzentrieren würde. Auf der genannten Sitzung berief er sich auf eine direkte Anweisung Hitlers für die AB-Aktion: „Was wir jetzt an Führungsschicht in Polen festgestellt haben, das ist zu liquidieren, was wieder nachwächst, ist von uns sicherzustellen und in einem entsprechenden Zeitraum wieder wegzuschaffen.“ Für Frank war es wichtig, dass jeglicher Anschein der Willkür vermieden wurde, weshalb er auf die Anwendung des Standgerichtsverfahrens Wert legte. Mit der Durchführung und Koordinierung der Aktion hatte er den SS-Obergruppenführer Friedrich-Wilhelm Krüger und den SS-Brigadeführer Bruno Streckenbach beauftragt.
Während der Aktion wurden etwa 3.500 Personen, die zur Führungsschicht gerechnet wurden, und 3.000 als Kriminelle bezeichnete Personen verhaftet und nach summarischen Standgerichtsverfahren hingerichtet. Die Aktion sollte bis Mitte Juni 1940 beendet sein, dauerte aber darüber hinaus an. Sie wurde nach dem deutschen Überfall auf die Sowjetunion sogar auf das seit 17. September 1939 von der Sowjetunion besetzte Ostpolen ausgedehnt.

## Strafrechtliche Aufarbeitung
Die AB-Aktion und die in ihrem Verlauf begangenen Verbrechen wurden in den Nürnberger Prozessen und den Prozessen vor dem Obersten Nationalen Tribunal Polens behandelt.

## Deutungen
Das Ziel der Außerordentlichen Befriedungsaktion wurde nicht erreicht. Die Widerstandsbewegungen, zum Beispiel der Związek Walki Zbrojnej (Verband für den bewaffneten Kampf), wurden zwar personell durch die Aktion zeitweilig hart getroffen, allerdings erholten sie sich und setzten den Kampf gegen die Deutschen fort. Ebenso wenig erfüllte sich die Absicht der deutschen Seite, dass die polnische Bevölkerung nach der französischen Niederlage im Juni 1940 keinen Sinn in weiterem Widerstand mehr sehen würde.
Die Aktion wurde, obwohl Hitler ähnliche Aktionen wünschte, nicht wiederholt. Die Gegnerbekämpfung erfolgte danach durch verstärkte Einweisungen in Konzentrationslager, wobei die Arbeitskräftebeschaffung für KZs als Motiv eine Rolle spielte.
Die extrem gewalttätige Phase der Repressionsmaßnahmen hat sich, so Robert Kuwałek, derart ins nationale kollektive Gedächtnis eingeprägt, dass sie „nach Kriegsende das Bild der gesamten Zeit der deutschen Besatzung in Polen prägte und die nicht jüdische polnische Bevölkerung die deutsche Besatzung als in erster Linie gegen sich gerichtet empfand“.